# Бахреин на Светском првенству у атлетици на отвореном 2017.
Бахреин је учествовао на Светском првенству у атлетици на отвореном 2017. одржаном у Лондону од 4. до 13. августа тринаести пут. Репрезентацију Бахреина представљало је 23 такмичара (10 мушкараца и 13 жена) који су се такмичили у 14 дисциплина (6 мушких и 8 женских).,.
На овом првенству Бахреин је по броју освојених медаља делила 11. место са 2 освојене медаље (златна и сребрна). Није било нових националних али су остварена 4 лична рекорда у сезони. У табели успешности према броју и пласману такмичара који су учествовали у финалним такмичењима (првих 8 такмичара) Бахреин је са 6 учесника у финалу заузео 15. место са освојених 26 бодова.
| Плас. | Земља   | 1. место | 2. место | 3. место | 4. место | 5. место | 6. место | 7. место | 8. место | Бр. финал. | Бод. |
| ----- | ------- | -------- | -------- | -------- | -------- | -------- | -------- | -------- | -------- | ---------- | ---- |
| 15.   | Бахреин | 1        | 1        | 0        | 0        | 1        | 2        | 0        | 1        | 6          | 26   |

## Учесници
| Мушкарци: - Ендру Фишер — 100 м - Salem Eid Yaqoob — 200 м - Бенсон Киплагат Суреј — 1.500 м - Садик Микхоу — 1.500 м - Берхану Балев — 5.000 м - Zouhair Aouad — 5.000 м - Алберт Кибичи Роп — 5.000 м - Абрахам Најбеј Черобен — 10.000 м - Шуми Дечаса — Маратон - Хасан Чани — Маратон | Жене: - Едидионг Офониме Одионг — 200 м - Салва Ајд Насер — 400 м - Калкидан Гезахегне — 5.000 м - Бонту Ребиту — 5.000 м - Шитај Ешете — 10.000 м - Деси Моконин — 10.000 м - Роуз Челимо — Маратон - Јунис Џепкируи Кирва — Маратон - Аминат Јусуф Џамал — 400 м препоне - Рут Џебет — 3.000 м препреке - Винфред Мутиле Јави — 3.000 м препреке - Тигест Гетент — 3.000 м препреке - Нора Салем Јасим — Бацање кугле |  |

## Освајачи медаља (2)

### Злато (1)
- Роуз Челимо — Маратон

### Сребро (1)
- Салва Ајд Насер — 400 м

## Резултати

### Мушкарци
| Атлетичар              | Дисциплина | Лични рекорд | Квалификације | Квалификације | Полуфинале           | Полуфинале           | Финале                                  | Финале       | Детаљи                                  |
| Атлетичар              | Дисциплина | Лични рекорд | Резултат      | Место         | Резултат             | Место                | Резултат                                | Место        | Детаљи                                  |
| ---------------------- | ---------- | ------------ | ------------- | ------------- | -------------------- | -------------------- | --------------------------------------- | ------------ | --------------------------------------- |
| Ендру Фишер            | 100 м      | 9,94         | 10,19 КВ      | 2. у гр. 5    | 10,36                | 7. у гр. 3           | Није се квалификовао                    | 22 / 44 (45) |                                         |
| Salem Eid Yaqoob       | 200 м      | 20,19 НР     | 20,84         | 6. у гр. 4    | Није се квалификовао | Није се квалификовао | Није се квалификовао                    | 38 / 46 (50) |                                         |
| Бенсон Киплагат Суреј  | 1.500 м    | 3:31,61      | 3:39,77 кв    | 10. у гр. 3   | 3:40,96              | 12. у гр. 2          | Није се квалификовао                    | 19 / 41 (45) |                                         |
| Садик Микхоу           | 1.500 м    | 3:31,34      | 3:42,12 КВ    | 1. у гр. 2    | 3:40,52 КВ           | 4. у гр. 1           | 3:35,81                                 | 6 / 41 (45)  |                                         |
| Алберт Кибичи Роп      | 5.000 м    | 12:51,96 НР  | 13:32,40      | 14. у гр. 1   |                      |                      | Није се квалификовао                    | 28 / 39 (42) | Архивирано на веб-сајту (8. април 2018) |
| Берхану Балев          | 5.000 м    | 13:09,26     | 13:21,91 КВ   | 2. у гр. 2    | 13:43,25             | 12 / 39 (42)         |                                         |              |                                         |
| Zouhair Aouad          | 5.000 м    | 13:14,16     | 13:29,28      | 13. у гр. 2   | Није се квалификовао | 13 / 39 (42)         | Архивирано на веб-сајту (8. април 2018) |              |                                         |
| Абрахам Најбеј Черобен | 10.000 м   | 27:31,86     |               |               |                      |                      | 27:11,08 НР, ЛР                         | 12 / 22 (24) |                                         |
| Шуми Дечаса            | Маратон    | 2:06:43 НР   | 2:15:08       | 15 / 71 (100) |                      |                      |                                         |              |                                         |
| Хасан Чани             | Маратон    | 2:14:58      | 2:22:19       | 50 / 71 (100) |                      |                      |                                         |              |                                         |

### Жене
| Атлетичарка             | Дисциплина       | Лични рекорд   | Квалификације    | Квалификације | Полуфинале            | Полуфинале            | Финале                | Финале       | Детаљи                                   |
| Атлетичарка             | Дисциплина       | Лични рекорд   | Резултат         | Место         | Резултат              | Место                 | Резултат              | Место        | Детаљи                                   |
| ----------------------- | ---------------- | -------------- | ---------------- | ------------- | --------------------- | --------------------- | --------------------- | ------------ | ---------------------------------------- |
| Едидионг Офониме Одионг | 200 м            | 22,74          | 23,24 КВ         | 3. у гр. 4    | 23,24                 | 6. у гр. 2            | Није се квалификовала | 18 / 46 (49) |                                          |
| Салва Ајд Насер         | 400 м            | 50,88          | 50,57 КВ, НР, ЛР | 1. у гр. 4    | 50,08 КВ, НР, ЛР      | 1. у гр. 2            | 50,06 НР, ЛР          |              |                                          |
| Калкидан Гезахегне      | 5.000 м          | 15:09,93       | 15:07,19 кв, ЛР  | 8. у гр. 2    |                       |                       | 15:28,21              | 14 / 32 (34) |                                          |
| Бонту Ребиту            | 5.000 м          | 15:21,69       | 15:16,70 ЛР      | 11. у гр. 1   | Није се квалификовала | 21 / 32 (34)          |                       |              |                                          |
| Шитај Ешете             | 10.000 м         | 30:47,25       |                  |               |                       |                       | 31:38,66 ЛРС          | 12 / 31 (33) |                                          |
| Деси Моконин            | 10.000 м         | 31:19,00       | 31:55,34         | 15 / 31 (33)  |                       |                       |                       |              |                                          |
| Роуз Челимо             | Маратон          | 2:24:14        | 2:27:11 ЛРС      |               |                       |                       |                       |              |                                          |
| Јунис Џепкируи Кирва    | Маратон          | 2:21:17 НР     | 2:28:17          | 6 / 78 (92)   |                       |                       |                       |              |                                          |
| Аминат Јусуф Џамал      | 400 м препоне    | 56,08          | 57,41            | 6. у гр. 3    | Није се квалификовала | Није се квалификовала | Није се квалификовала | 32 / 39      | Архивирано на веб-сајту (19. април 2018) |
| Рут Џебет               | 3.000 м препреке | 8:52,78 СР, НР | 9:19,52 КВ       | 2. у гр. 2    |                       |                       | 9:13,96               | 5 / 40 (42)  |                                          |
| Винфред Мутиле Јави     | 3.000 м препреке | 9:22,82        | 9:28,00 кв       | 4. у гр. 3    | 9:22,67 ЛР            | 8 / 40 (42)           |                       |              |                                          |
| Тигест Гетент           | 3.000 м препреке | 9:20,65        | 9:55,42          | 5. у гр. 1    | Нису се квалификовале | 31 / 40 (42)          |                       |              |                                          |
| Нора Салем Јасим        | Бацање кугле     | 17,69 НР       | 16,97            | 11. у гр. А   | Нису се квалификовале | 22 / 30 (31)          |                       |              |                                          |